# 12910 Deliso
12910 Deliso (1998 SP59) là một tiểu hành tinh vành đai chính.